# ANA Inspiration
A ANA Inspiration (antes Kraft Nabisco Championship e the Dinah Shore) é um torneio profissional feminino de golfe disputado anualmente desde 1972, no Mission Hills Country Club, de Rancho Mirage, em Palm Springs, nos Estados Unidos. O torneio faz parte do circuito LPGA (versão feminina do circuito PGA).
Amy Alcott, Betsy King e Annika Sörenstam são as únicas golfistas que conseguiram triunfar por três vezes no torneio, e Sandra Post, Juli Inkster, Dottie Pepper e Karrie Webb obtiveram dois títulos.
| Ano  | Golfista                | Placar |
| ---- | ----------------------- | ------ |
| 1972 | Jane Blalock            | 213    |
| 1973 | Mickey Wright           | 284    |
| 1974 | Jo Ann Prentice         | 289    |
| 1975 | Sandra Palmer           | 283    |
| 1976 | Judy Rankin             | 285    |
| 1977 | Kathy Whitworth         | 289    |
| 1978 | Sandra Post             | 283    |
| 1979 | Sandra Post             | 276    |
| 1980 | Donna Caponi            | 275    |
| 1981 | Nancy Lopez             | 277    |
| 1982 | Sally Little            | 278    |
| 1983 | Amy Alcott              | 282    |
| 1984 | Juli Inkster            | 280    |
| 1985 | Alice Miller            | 275    |
| 1986 | Pat Bradley             | 280    |
| 1987 | Betsy King              | 283    |
| 1988 | Amy Alcott              | 274    |
| 1989 | Juli Inkster            | 279    |
| 1990 | Betsy King              | 283    |
| 1991 | Amy Alcott              | 273    |
| 1992 | Dottie Pepper           | 279    |
| 1993 | Helen Alfredsson        | 284    |
| 1994 | Donna Andrews           | 276    |
| 1995 | Nanci Bowen             | 285    |
| 1996 | Patty Sheehan           | 281    |
| 1997 | Betsy King              | 276    |
| 1998 | Pat Hurst               | 281    |
| 1999 | Dottie Pepper           | 269    |
| 2000 | Karrie Webb             | 274    |
| 2001 | Annika Sörenstam        | 281    |
| 2002 | Annika Sörenstam        | 280    |
| 2003 | Patricia Meunier-Lebouc | 281    |
| 2004 | Grace Park              | 277    |
| 2005 | Annika Sörenstam        | 273    |
| 2006 | Karrie Webb             | 279    |
| 2007 | Morgan Pressel          | 285    |
| 2008 | Lorena Ochoa            | 277    |
| 2009 | Brittany Lincicome      | 279    |
| 2010 | Yani Tseng              | 275    |
| 2011 | Stacy Lewis             | 275    |
| 2012 | Sun-Young Yoo           | 279    |
| 2013 | Inbee Park              | 273    |
| 2014 | Lexi Thompson           | 274    |